# Ялпуг
Ялпу́г, або Ялпух — прісне озеро лиманного типу, найбільше природне озеро в Україні. Розміщене у Болградському та Ізмаїльському районах Одеської області. На північному березі озера Ялпуг, біля гирла річки Ялпуг,  розташовано місто Болград, адміністративний центр Болградського району. 
Озеро Ялпуг сполучається з Дунаєм через озеро Кугурлуй, з яким було з'єднане протокою, на якій у 70-х роках ХХ століття була побудована дамба для регулювання рівня води. 
Котловина озера була створена через затоплення частини річкової долини Ялпуг. Озеро витягнуто з півночі на південь. Довжина озера становить 39 км, ширина до 6 км. Площа озера дорівнює 149 км², середня глибина близько 2 м, максимальна більше 5 м.  
Ялпуг розташовано в помірному кліматичному поясі, живиться атмосферними опадами та підземними водами. Водний режим залежить від сезонів: взимку замерзає, весною наповнюється (частіше дунайською водою), влітку та восени міліє. 
На берегах озера були знайдені залишки поселень трипільської та черняхівської культур.
Водойма використовується для питного водопостачання прилеглих населених пунктів, рибництва, рекреації, а в літні місяці здійснюється забір води в іригаційних цілях. Навколо озера територія зайнята під виноградниками, садами та сільськогосподарськими полями. 
Антропогенний вплив на озеро проявляється у обміління його в сезон зрощення полів та забруднення води пестицидами та поліароматичним вуглеводнем.  

## Формування озера
За своїм походженням озеро Ялпуг належить до групи річкових озер і було сформовано завдяки розливам Дунаю. Котловина озера сформована в наслідок затоплення заплави річки Ялпуг, лівої притоки Дунаю. Утворенню озера сприяла відносна стабілізація рівня Чорного моря за останні тисячі років, що призвело до наповнення центральної частини естуарія наносами Дунаю і перетворенню заток в лимани, які почали утворюватися в кінці новоевксинського часу і початку давньочорноморського періоду.

## Географія

### Назва
Назва озера походить від річки Ялпуг, яка названа, ймовірно, половцями. Половецькою мовою прикметник jalpy означав «широкий, розлогий», «попереду, мілководний».

### Характеристика
Озеро Ялпуг - найбільше озеро за розміром площі серед Дунайських прісних лиманних озер. Довжина 39 км, ширина до 6 км, площа 149 км², середня глибина близько 2 м, максимальна (під час повені і паводка) — 6,0 м. Улоговина видовженої форми. Східний та західний береги переважно підвищені, розчленовані яругами, південні — піщані, крайня північна ділянка узбережжя заболочена та поросла очеретом. 

### Клімат
Озеро розташовано в помірному кліматичному поясі з холодною зимою та теплим літом. Температура води влітку +24...+25 °C; взимку озеро замерзає, льодовий режим нестійкий.
Озеро Ялпуг знаходиться в зоні несталих льодових явищ; тут впродовж зими буває кілька замерзань і скресань, а суцільною кригою озеро покривається не кожного року. Як правило, замерзає Ялпуг десь наприкінці листопада, а скресає у другій половині березня, тримається крига інколи півтора, а інколи і три з половиною місяці.

### Режим та живлення озера
Ялпуг живиться підземними водами, поверхневим стоком та атмосферними  опадами. Водне живлення озера здійснюється головним чином внаслідок водообміну з озером Кугурлуй, з яким воно сполучене протокою у південній частині. В озеро впадають річки Ялпуг, невеликі річки Карасулак, що впадає в озеро біля селища Криничне, та  Минзул, що впадає в озеро  в районі села Тополине. Річка Ялпуг бере початок в молдовских Кодрах на висоті 300 м та впадає в озеро Ялпуг на території Болградського району Одеської області. Відмітка гирла річки Ялпуг — 2,0 м над рівнем моря. Річка Карасулак знаходиться на території Болградського району Одеської області і впадає в озеро з правого берега Ялпуг (довжина річки Карасулак — 52 км). Вплив невеликих річок Карасулак та Минзул на водний баланс озера практично незначний, оскільки через істотне зарегулювання, стік вод з річок до озера практично припинився. Також на водний баланс озера впливає стік дощових вод по системі балок, що сходяться до озера.
Середній рівень поверхні води озера встановлений на позначці 2,8 метра Балтійської системи. Проте, внаслідок суттєвого літнього випаровування та витрат води для водоспоживання містом Болград, прибережними селами і для зрошення, рівень води у спекотні періоди року істотно знижується, оскільки заповнення озера можливе тільки під час істотного весняного паводку на річці Дунай. 
Коливання рівнів води в озері відбувається під впливом змін стоку води в Дунаї і розподіляється на сезонні фази: зимовий мінімум і максимум, весняний мінімум, весняно-літній максимум, осінній мінімум. Амплітуда коливання становить 360 см.

### Морфологія котловини
Улоговина озера має витягнуту форму. Береги озера сформувалися внаслідок тривалого історико-геологічного розвитку та підняття рівня Світового океану. Східний і західний береги піднесені, розчленовані балками, південні — піщані. Крайня північна ділянка узбережжя, в гирлі річки Ялпуг, заболочена й поросла очеретом. Береги озера схильні до ерозійних процесів внаслідок зміни базису ерозії. Також стан берегів озера змінюється внаслідок антропогенного впливу, а саме будівництва греблі, розробки кар'єрів, спорудження терас та лісомеліоративного освоєння схилів. У південній частині Ялпуг з'єднаний протокою з озером Кугурлуй.
Дно озера Ялпуг покрито темно-сірим мулом, який займає близько половини площі дна озера, головним чином, центральну частину водойми з глибинами від 2,0 м і більше. На глибині 0,75—2,5 м є великі ділянки замуленого піску між центральною частиною і глинисто-піщаним і мулисто піщаним прибережжям. Зустрічаються  ділянки літоралі з чорним мулом. У літоральній зоні озера ґрунти дна різноманітніші в порівнянні з відкритою частиною. Домінує мулистий пісок, на окремих ділянках залягають глинистий ґрунт, галечник, замулені биті черепашки; в затишних місцях — мул. У пониззі, в районі дамби розташовані замулені розсипи гальки і гравію, є ділянки піщаного і мулистого ґрунту.
Гідрохімічний режим озера
Гідрохімічний режим озера в значній мірі залежить від водообміну з Дунаєм та ґрунтового живлення. Ступінь мінералізації води озера залежить від водозабору та випаровування води. Результати досліджень виявили декілька періодів розвитку гідрохімічного режиму озера:
- 1951—1960 рр. — період коли загальна мінералізація води в озері не перевищувала 500 мг/дм³ і приблизно на 100 мг/дм³ була вищою від мінералізації води р. Дунай.
- 1963—1985 рр. — період постійного зростання мінералізації води й головних іонів в озері.
- 1986—1990 рр. — період значного зниження й стабілізації мінералізації води в озері.
- 1991—2013 рр. — період стабільно підвищеної мінералізації води озера Ялпуг — м. Болград, коливання якої залежить від водообміну з Дунаєм та мінералізації стоку річки Ялпуг.

Сольовий склад та мінералізація води
Проведені у період 1951—2013 рр. дослідження показали, що загальна мінералізація води озера Ялпуг — м. Болград змінювалась від 216,8 до 2572 мг/дм³. У північній частині озера рівень мінералізації набагато більший ніж у південній частині, що пов'язано насамперед із віддаленістю від річки Дунай, яка сприяє водообміну й зменшенню загальної мінералізації, а також із впадінням в озеро забрудненого, набагато більш мінералізованого стоку річки Ялпуг, яка формується на території Молдови. З роками, якість води в річці Ялпуг погіршується, а її мінералізація поступово зростає за рахунок хлоридів, сульфатів, натрію та магнію. Середня мінералізація води річки за 2007—2012 рр. склала 4690,9 мг/дм³, що в 3,63 раза перевищує мінералізацію води цієї ж річки за 1947—1949 рр. Уміст хлоридів, сульфатів, натрію та магнію у воді річки за цей період зріс відповідно у 5,9, 4,09, 3,38 та 6,47 раза. На даний час вода річки Ялпуг є основним джерелом забруднення північної, відносно мілководної частини озера Ялпуг. Вода озера переважно слаболужна, або лужна, з показниками від 8,1 до 9,2.  Мінералізація води в озері на стан 2021 року варіювала в межах 1,2-1,4 г/дм3, вода слабосолона.
Іригаційне оцінювання води
Вода озера Ялпуг використовується для зрошення 12,1 тис. га земель Новоселівської, Котловинської, Міжрайонної, Виноградівської, Ялпугської, Озернянської зрошуваних систем і ділянок «малого» зрошення в господарствах Болградського району. За більшістю методів проведеної іригаційної оцінки, вода оз. Ялпуг — м. Болград є непридатною для «прямого» зрошення й вимагає перед поливом насичення кальцієвими солями, а в деякі періоди ліквідації соди й розбавлення прісною водою.
Оцінювання якості води для водопостачання
Наявні у воді озера компоненти сольового складу, еколого-санітарних показників та специфічних речовин токсичної дії роблять її непридатною для питного водопостачання. Разом із цим, вода озера Ялпуг є єдиним джерелом питного водопостачання м. Болград та прилеглих населених пунктів, що вимагає вартісної багатоступеневої очистки води для приведення її до санітарних норм. На даний час розробляється проект магістрального водопроводу для забезпечення м. Болград і населених пунктів Болградського району питною водою з підземних джерел с. Матроска (Ізмаїльський район).

## Використання
У найвужчому місці з'єднання Ялпуг та Кугурлуй  в 70-х роках XX століття було споруджено дамбу з мостом в середній частині, по якій прокладено дорогу (Ізмаїл — Рені).
Болградський район Одеської області для побутових, промислових та аграрних потреб використовує воду з озера Ялпуг.  По території навколо озера розташовані виноградники, сади та сільськогосподарські поля. Сільськогосподарські підприємства  Болградського та Ізмаїльського районів Одеської області використовують воду озера для свої потреб. У літній сезон через зрошені полів рівень озера знижується. В 2021-2022 роках через посуху і високі температури повітря на озері був дуже низький рівень води — 1,4 метри.
В 2021 році в озерній системі Ялпуг-Кугурлуй було виловлено 1 181 т/рік риби.

## Антропогенний вплив
Після побудови дамби між  озерами Ялпуг та Кугурлуй водообмін в озерах скоротився майже на третину, що підвищило ступінь забруднення озера Ялпугу.
У період 1970—1980 рр. в Молдову для використання в сільському господарстві було завезено значну кількість мінеральних добрив, пестицидів і особливо небезпечних інсектицидів ДДТ (дуст) і ГХЦГ (ліндан) Гексахлоран. Протягом 1975—1987 рр. невикористані отрутохімікати зберігались в непристосованих приміщеннях сільгосппідприємств. У 1985 році потрапляння отрутохімікатів у ґрунтові та поверхневі води (територія сучасної Гагаузії) викликало масову загибель риби та іншої водної біоти. Остання партія прострочених добрив, пестицидів і отрутохімікатів, що зберігалися на складах в Гагаузії, була вивезена для утилізації в травні 2018 року.
Нині найбільший антропогенний вплив на озеро Ялпуг здійснює річка Ялпуг, у яку скидаються неочищені стоки промислових і господарських об'єктів, розташованих уздовж річки на території Гагаузії, Чимішлійського і Тараклійського районів Молдови. Проведені лабораторні дослідження показали, що вода річки Ялпуг належить до найнижчої — V категорії якості (дуже забруднена).
Вміст виявлених речовин у водах озера у 2024 році не перевищував встановлені екологічні нормативи якості, лише вміст пестициду та поліароматичного вуглеводню перевищили середньорічні допустимі концентрації.

## Флора і фауна

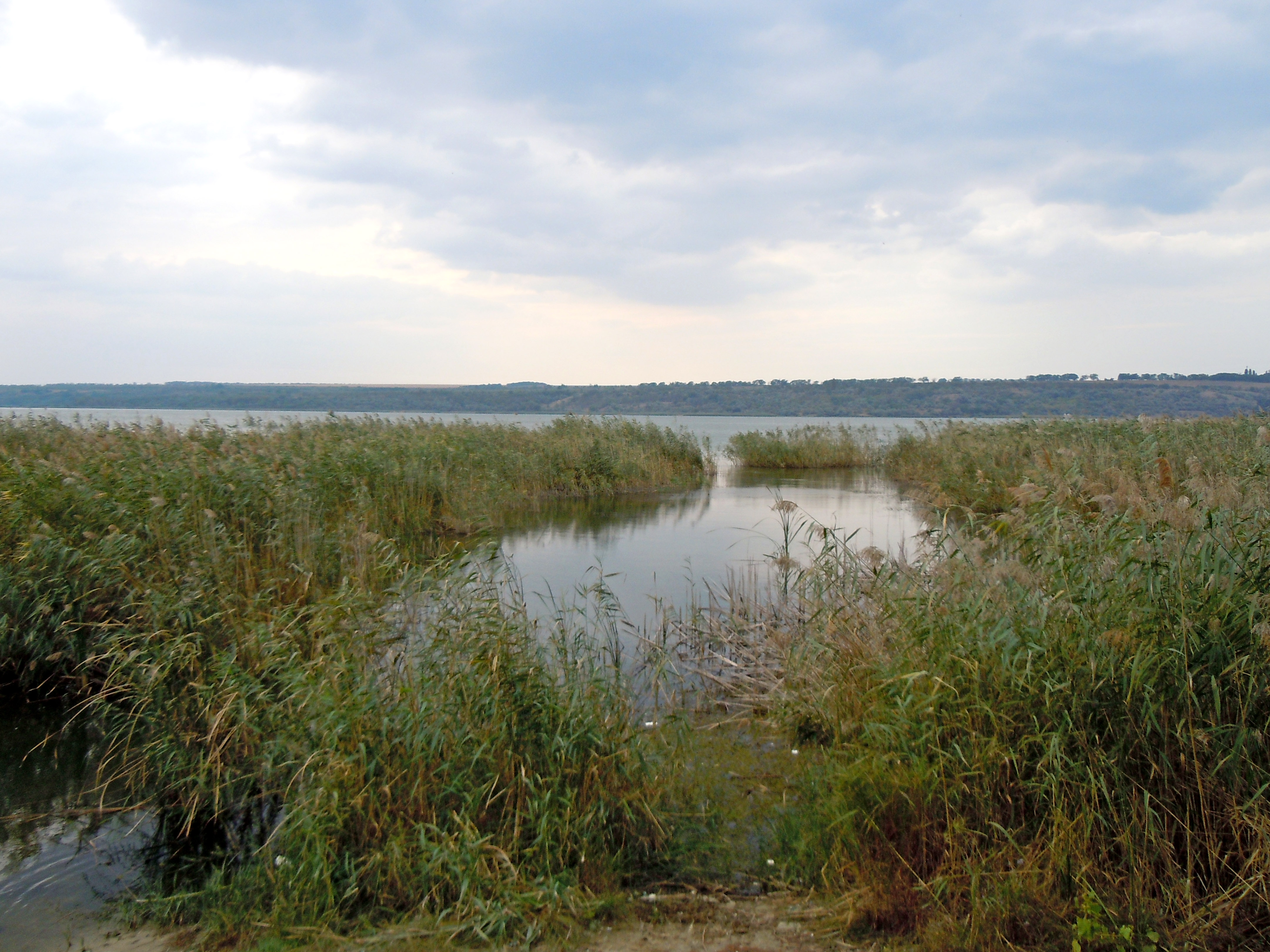
Зарості очерету на озері в Болграді

Береги водойми поросли очеретом і рогозом, в озері поширені водорості та інша водяна рослинність. У північній частині водойма заростає переважно очеретом, а на півдні ростуть сусак, схеноплектус озерний та інші. Водна рослинність займає 24 % загальної площі озера. На занурену (підводну) рослинність озеро бідне. 
Ялпуг у природному стані — багата на іхтіофауну водойма (до 40 видів риб), а саме найбільше промислове значення мають краснопірка, окунь, щука. В озері є цінні нерестилища коропа, сазана, ляща, судака та інших риб, є численні раки.
Як і в інших придунайських водоймах, в озері Ялпуг під впливом вітру відбувається інтенсивне перемішування водних мас. Внаслідок цього озеро влітку добре прогрівається і на різних глибинах зміни температур та розчинених газів незначні.

## Природоохоронна діяльність
На узбережжі озера Ялпуг в місті Болград розташований парк-пам'ятка садово-паркового мистецтва місцевого значення.
Ландшафтний заказник місцевого значення Виноградівка розташований у Болградському районі Одеської області, поблизу сіл Виноградівка та Владичень, в якому охороняються ділянки степу з рослинами з Червоної книги України.
Влітку 2020 року Одеська обласна адміністрація оголосила про створення проекту ландшафтного національного парку на озерах Кугурлуй та Ялпуг.

## Історичні факти
У ході археологічних досліджень, на берегах водоймища були знайдені залишки поселень стародавньої людини, включаючи представників трипільської та черняхівської культур, предмети побуту і прикраси із стародавніх Греції і Риму, знахідки пори османського панування. У листопаді 2010 року на західному березі озера знайдені дві золоті накладки на кінську збрую з гранатами-альмандинами і передані в музей Придунав'я.
Починаючи з 1858 року, озеро знаходилося у власності Піклування Болградського ліцею для хлопчиків «Король Карл II», яке здавало його в оренду рибальським кооперативам.
У 1914 році по озеру між Болград і Ізмаїлом було відкрито водне сполучення, яке забезпечували 2 пароплава і 20 барж, що дозволило доставляти залізничні вантажі в дунайські порти, оскільки Ізмаїл та інші дунайські пристані в той час не були з'єднані залізницею з іншими містами.
У період 1918—1944 рр. озеро використовувалося в якості гідродрома школи гідроавіації, яка перебувала с. Чишма-Варуіта (суч. с. Криничне).
У період 1950—1960 рр. озеро використовувалося для перевезення пасажирів суднами з малою осадкою Дунайського пароплавства. Використання озера в транспортних цілях припинилося після завершення спорудження в період 1960—1973 рр. протяжної системи дамб і каналів зі шлюзами, які були зведені для захисту прилеглих до річки територій від затоплення і регулювання рівня води в озерах в інтересах сільського господарства.
Після побудови дамби і осушення заплави водообмін між Дунаєм і озером Ялпуг зменшився приблизно в 100—200 разів, а водообмін між озерами Ялпуг і Кугурлуй скоротився майже на третину, що підвищило ступінь забруднення озера Ялпуг через зростання рівня мінералізації.

## Галерея

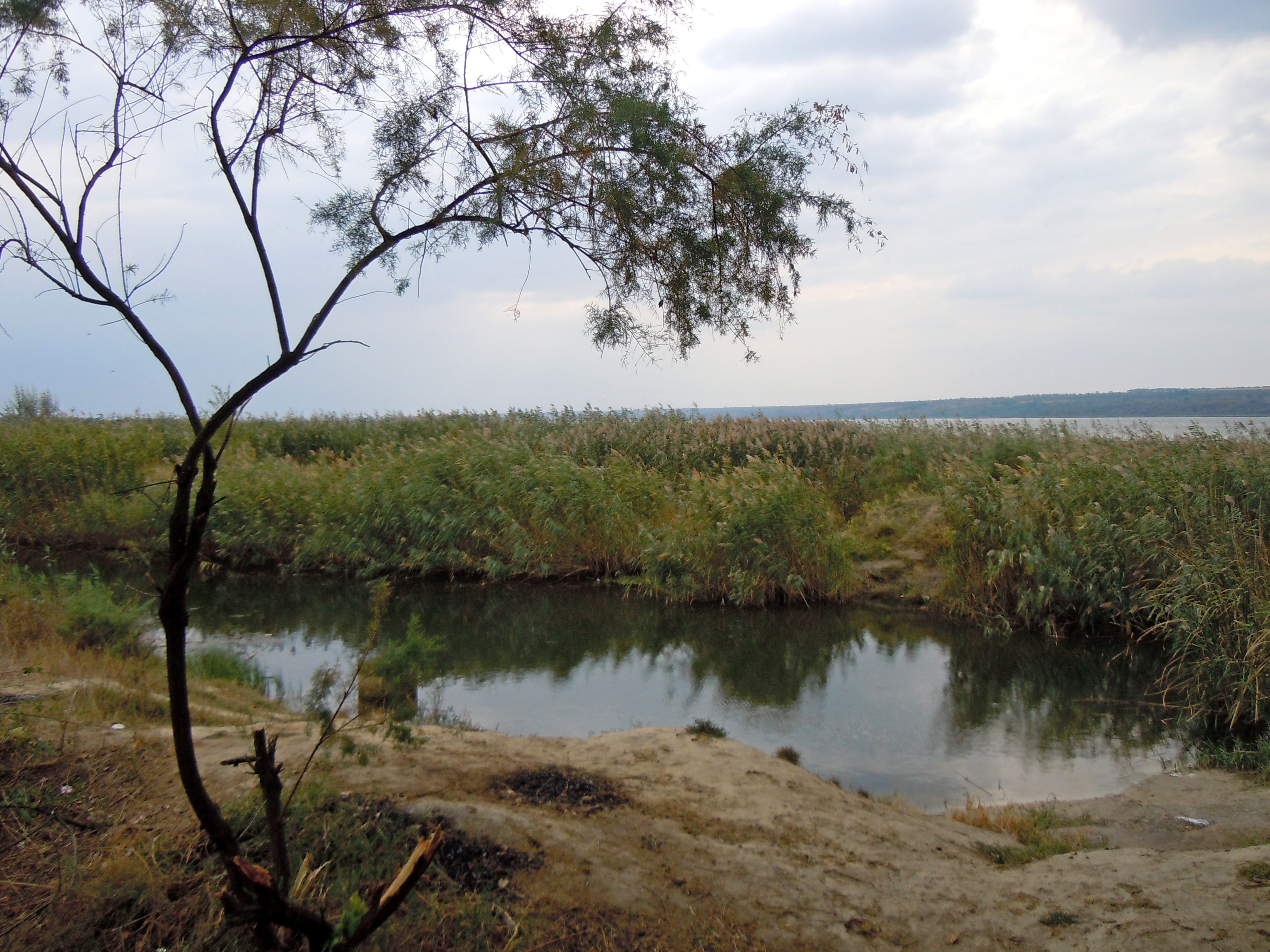
Озеро Ялпуг у Болграді
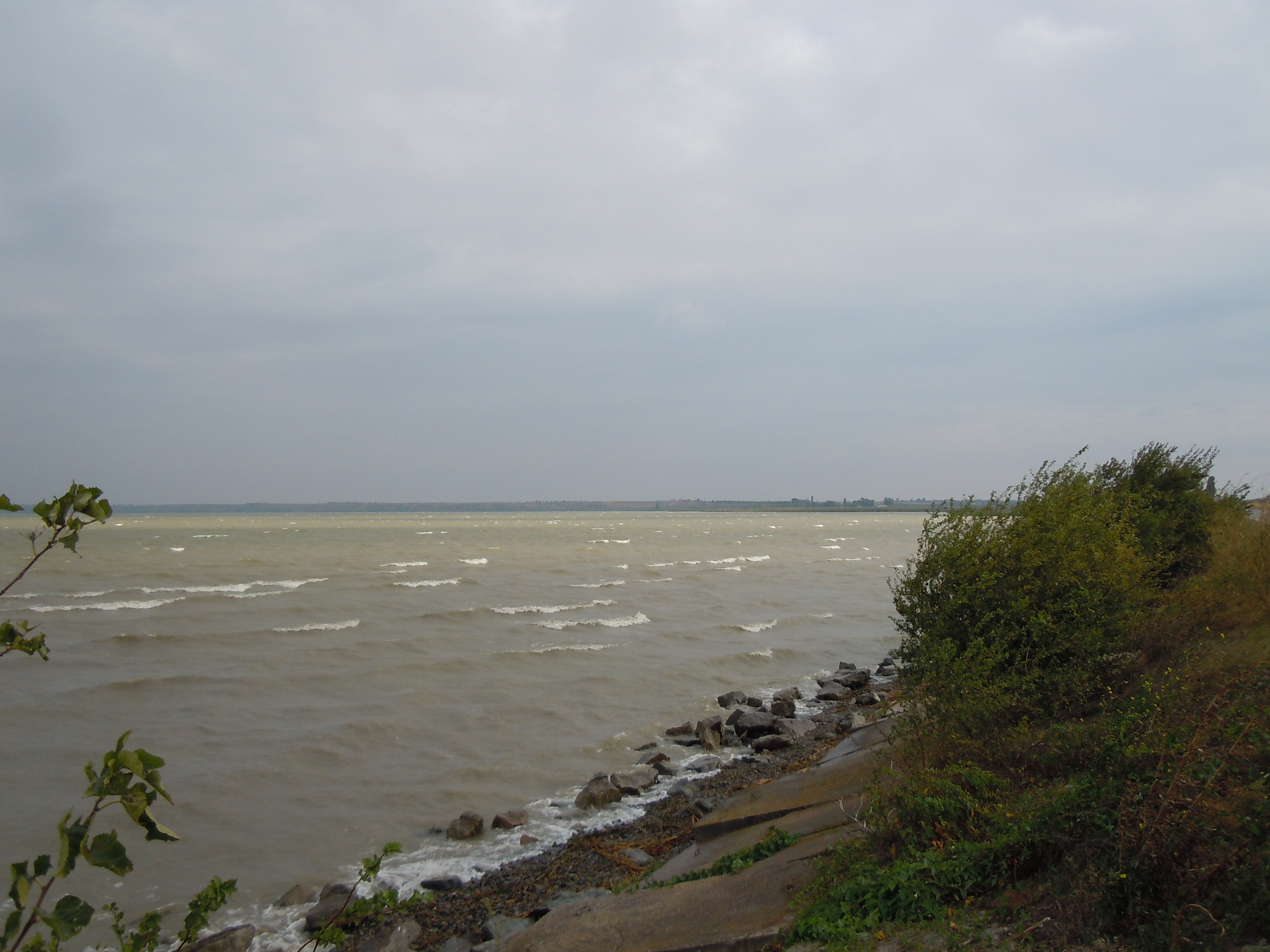
Озеро Ялпуг на території Ізмаїльського району
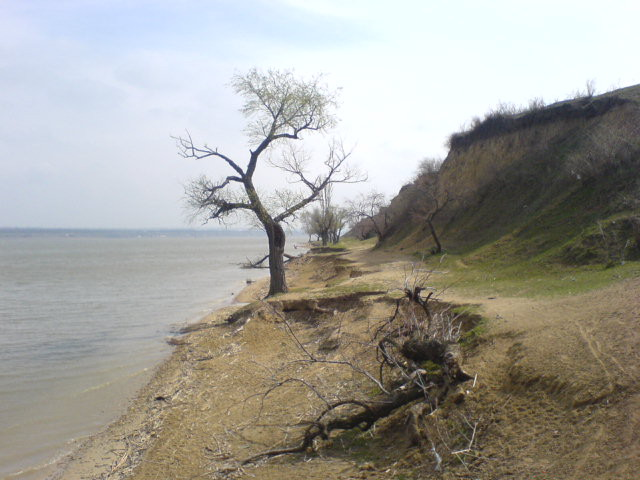
Озеро Ялпуг у селі Владичень
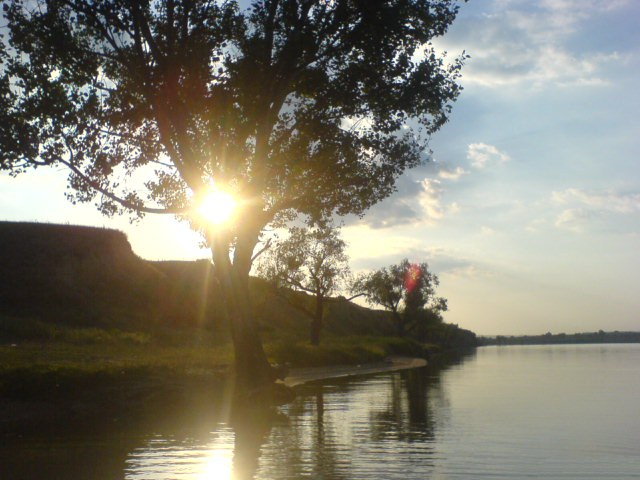
Озеро Ялпуг у селі Владичень